# 1911 au théâtre
| Années du théâtre : 1908 - 1909 - 1910 - 1911 - 1912 - 1913 - 1914    |
| Décennies du théâtre : 1880 - 1890 - 1900 - 1910 - 1920 - 1930 - 1940 |

Cet article présente les faits marquants de l'année 1911 au théâtre.

## Événements
Publication du livre Le théâtre en marche sur l'idéologie du théâtre moderne par Edward Gordon Craig.

## Pièces de théâtre représentées
- 2 février : Le Veilleur de nuit de Sacha Guitry, Théâtre Michel
- 2 mars : L'Oiseau bleu de Maurice Maeterlinck, Théâtre Réjane
- 4 octobre : Messieurs les ronds-de-cuir de Georges Courteline, Théâtre de l'Ambigu-Comique
- Aux jardins de Murcie (Maria del Carmen) de José Feliú y Codina (es), publié en 1896, mise en scène Firmin Gémier avec Charlotte Clasis au Théâtre de l'Odéon

## Naissances
- 24 octobre : Arkadi Raïkine, acteur et humoriste soviétique